# Íñigo Gómez de Barreda
Fray Íñigo Gómez (de) Barreda (1715 - 1781), escritor y monje benedictino español de la Ilustración, que usó el pseudónimo de Ignacio de la Erbada.

## Biografía
Bajo el anagrama de Ignacio de la Erbada publicó una obra de carácter costumbrista, en la que critica con ojo conservador los cambios sociales habidos a lo largo del siglo XVIII. Destaca especialmente su obra Las fantasmas de Madrid y estafermos de la Corte (1761-1763) en cuatro volúmenes, en que se dedica a combatir las supersticiones que tanto disgustaron a su compañero de orden, el ilustrado padre Benito Jerónimo Feijoo, de quien era discípulo.

## Obras
- Las fantasmas de Madrid y estafermos de la Corte, obra donde se dan al público los errores comunes (1761-1763), 4 vols.
- El ayo de la nobleza y el noble instruido en la infancia, y político en la Corte, sin faltar a la Virtud en ocho discursos..., Salamanca: Antonio Villargordo, s. a. ¿1762?.
- Puerta franca del cielo y consuelo de penitentes pusilánimes, Madrid, 1768
- Oña y su real monasterio según la descripción inédita del monje de Oña Fr. Iñigo de Barreda, edición de Enrique Herrera Oria, 1917.

- Datos: Q16652213